# Charles Best
Charles Herbert Best, CC, CH, CBE, MD, FRS, FRSC, FRCP (West Pembroke, Maine, Estats Units, 27 de febrer de 1899 - Toronto, Canadà, 31 de març de 1978) fou un metge canadenc i un dels codescobridors de la insulina

## Biografia
Fill de pares canadencs, Best va estudiar fisiologia i bioquímica a la Universitat de Toronto. Es trobava realitzant una passantia d'estiu amb el grup de recerca de Frederick Banting sobre el funcionament del pàncrees. Quan el professor Macleod va intuir l'abast del projecte, va ampliar l'equip i el finançament fins que van aconseguir identificar la insulina i verificar les seves propietats en assajos amb gossos diabètics. Quan Banting va rebre el Premi Nobel de Medicina o Fisiologia de 1923 per aquest descobriment, va compartir amb Best la meitat del premi en reconeixement de la seva participació.
Best va dur a terme el seu postdoctorat a Anglaterra. Quan Macleod es va retirar de la càtedra de fisiologia de la Universitat de Toronto, Best va ser designat en el lloc (1929), arribant a ser el 1941 director del seu departament d'investigació mèdica, que va rebre el nom de Banting and Best.
Durant la Segona Guerra Mundial, Best va influir en la creació d'un programa canadenc per a l'emmagatzematge i utilització de sèrum sanguini dessecat. Les seves línies d'investigació posteriors van tractar sobre la colina, l'heparina i la histaminasa, així com sobre el metabolisme dels carbohidrats. És el coautor d'un difós llibre de text sobre fisiologia.
Anys més tard, Best va col·laborar amb l'OMS en caràcter d'assessor del seu comitè d'investigació mèdica.